# Раквице
Раквице (на чешки: Rakvice; на немски: Rakwitz) е малко градче в окръг Бржецлав, Южноморавски край, Чехия. За първи път градът е споменат през 1248 г. Намира се на 164 m надморска височина. Недалеч от Раквице са държавните граници на Чехия с Австрия и Словакия. Според последното преброяване от 2014 година населението на града е 2 178 жители. Гъстотата на населението е 21,79 души на квадратен метър. В района на Раквице се отглеждат много лозя.

## История
Приблизително на мястото, където днес се намира Раквице, близо до течението река Тая, до 13 век е съществувало славянско селище. Това е потвърдено от няколкото находки на характерна славянска керамика.
Първото писмено споменаване на селището датира от 1248 г., когато княз Улрих III дарява имот на моравските тамплиери. В периода 1430-1434 г. в Раквице е построен параклиса „Свети Ондржей“. От 1498 г. в двора на параклиса е издигнато еврейско гробище.